# Macrophomina
Macrophomina è un genere di funghi ascomiceti.

## Specie principali
- Macrophomina limbalis
- Macrophomina phaseolina